# شعيريات (جرثومات)
شعيريات (الاسم العلمي: Leptothrix) هي جنس من البكتيريا، سلبية الغرام، تتبع الكوماموناسيات.